# Casas de Don Pedro
Casas de Don Pedro é um município da Espanha na comarca de La Siberia, província de Badajoz, comunidade autónoma da Estremadura. Tem 142,7 km² de área e em 2021 tinha 1 456 habitantes (densidade: 10,2 hab./km²).

## Demografia
| Variação demográfica do município entre 1991 e 2004 [carece de fontes?] | Variação demográfica do município entre 1991 e 2004 [carece de fontes?] | Variação demográfica do município entre 1991 e 2004 [carece de fontes?] | Variação demográfica do município entre 1991 e 2004 [carece de fontes?] |
| ----------------------------------------------------------------------- | ----------------------------------------------------------------------- | ----------------------------------------------------------------------- | ----------------------------------------------------------------------- |
| 1991                                                                    | 1996                                                                    | 2001                                                                    | 2004                                                                    |
| 1928                                                                    | 1827                                                                    | 1734                                                                    | 1679                                                                    |